# Rotationsperiod
Rotationsperioden eller Siderisk rotationsperiod hos ett astronomiskt objekt är den tid det tar för objektet att genomföra ett varv runt dess rotationsaxel relativt bakgrundsstjärnorna. Den skiljer sig från objektets soldygn som inkluderar en extra del av en rotation för att ta hänsyn till objektets omloppsperiod under ett dygn. Jordens rotationstid är ett stjärndygn (ett dygn minus 4 minuter).

## Rotationsperiod hos olika typer av objekt
För solida objekt som stenplaneter och asteroider har rotationsperioden ett enda värde. För kroppar bestående av gas, vätska eller plasma, till exempel stjärnor och gasjättar skiljer sig rotationen från ekvatorn till polerna i ett fenomen som kallas differentiell rotation. Generellt sett avser rotationsperioden för en gasjätte dess inre rotationsperiod som bestäms från rotationen av planetens magnetfält. För objekt som inte är sfäriskt symmetriska är rotationsperioden generellt inte fixerad, även i frånvaron av tidvattenkrafter. Tröghetsmomentet runt dess rotationsaxel kan variera, och därmed även rotationshastigheten. Hyperion, en av Saturnus månar, uppvisar detta beteende och har en rotationsperiod som beskrivs som kaotisk.